# Ice (singolo)
Ice è un singolo del gruppo musicale finlandese Rasmus, pubblicato nel 1997 come secondo estratto dal secondo album in studio Playboys.

## Tracce
1. Ice – 2:44
2. Ufolaulu – 1:55
3. Well Well (Live) – 3:43
4. Kola (Live) – 3:14

## Formazione
Gruppo
- Lauri Ylönen – voce
- Pauli Rantasalmi – chitarra, cori
- Eero Heinonen – basso, cori
- Janne Heiskanen – batteria

Produzione
- Rasmus – produzione
- Ilkka Herkman – produzione, registrazione, missaggio
- Juha Heininen – registrazione, missaggio
- Pauli Saastamoinen – mastering